# Lédergues
Lédergues település Franciaországban, Aveyron megyében. Lakosainak száma 664 fő (2022. január 1.). Lédergues Rullac-Saint-Cirq, Saint-Jean-Delnous, Saint-Just-sur-Viaur, La Selve, Faussergues és Lédas-et-Penthiès községekkel határos.

## Népesség
A település népességének változása:
| Lakosok száma | 1049 | 862  | 746  | 699  | 714  | 690  | 644  | 636  | 638  | 664  |
|               | 1968 | 1982 | 1990 | 2006 | 2013 | 2015 | 2017 | 2019 | 2020 | 2022 |